# Ellen Hoffmannplein

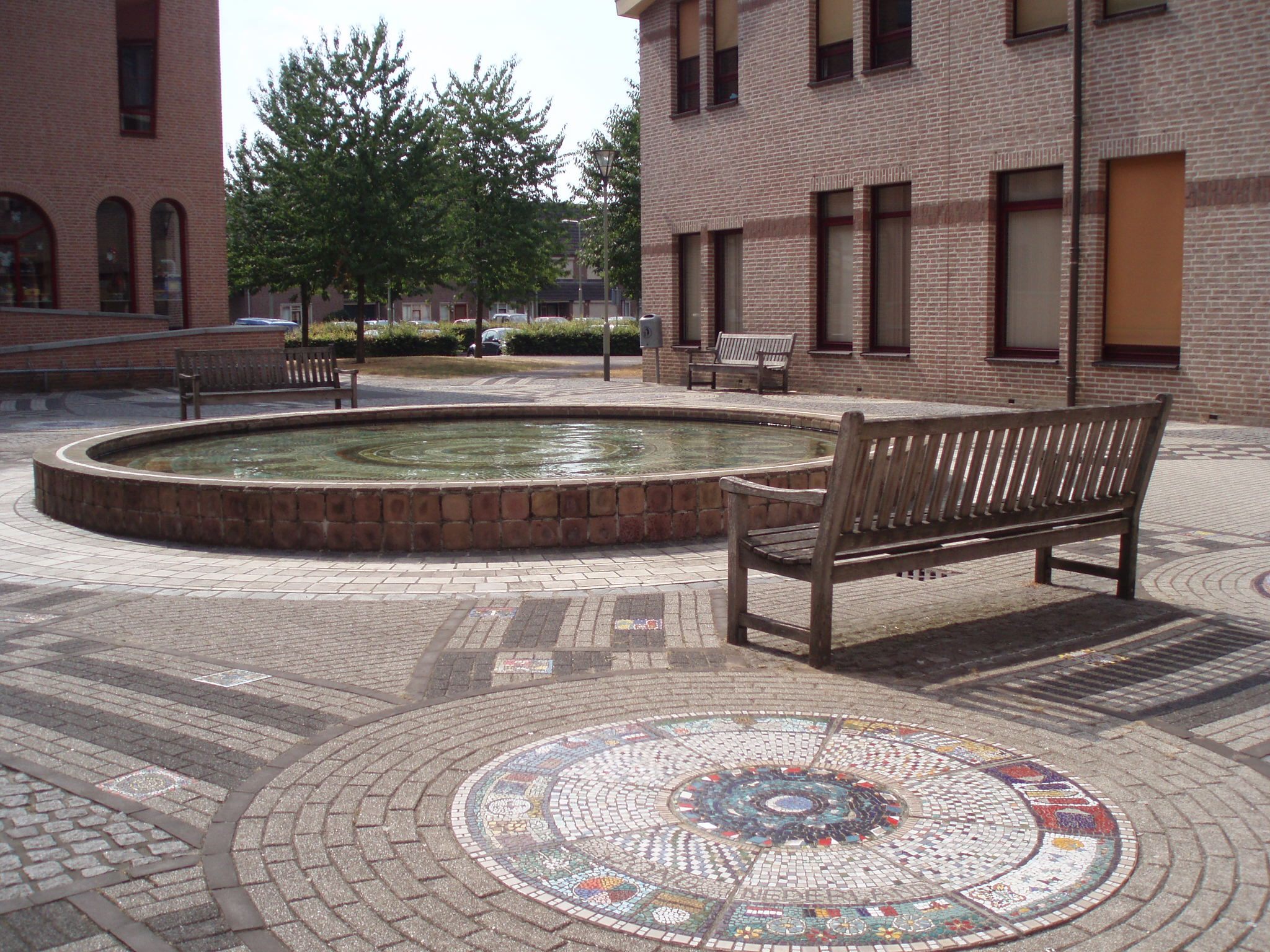
Zicht op een cirkel, de vijver en enkele gemozaïekte tegeltjes

Het Ellen Hoffmannplein is een mozaïekplein van 600 vierkante meter in het centrum van Gennep, genoemd naar Ellen Hoffmann, een Joodse inwoonster die omkwam tijdens de Tweede Wereldoorlog. Samen met circa 280 inwoners uit Gennep hebben kunstenaar Frans Smeets en zijn dochter Isabelle in 2001 verschillende mozaïeken gevormd.
Ellen Hoffmann staat voor alle slachtoffers van oorlog en geweld. Daarnaast benadrukt de naam de hoop op een wereld met vrede en veiligheid. Daaraan zullen allen mee moeten werken om deze droom werkelijkheid te laten worden. Het lot van Ellen Hoffmann is onbekend; hoogstwaarschijnlijk is zij om het leven gekomen in een concentratiekamp. De vijver in het midden van het plein geeft de vrije wil van de mens weer.
De veertien hele cirkels en vijf halve cirkels zijn door verschillende Gennepse groeperingen gemaakt, zoals Jong Nederland Gennep, Vitesse '08, oud-strijders en politici. Zo'n 280 Gennepenaren droegen met een eigen ontwerp zo een steentje bij aan het plein.
Acht personen maakten de verschillende schijven van iedere cirkel; twee anderen mozaïekten een binnencirkel. De verschillende, kleine mozaïektegeltjes, te vinden op het plein in een soort schaakbordpatroon, zijn de oefeningen van de 280 Gennepenaren ter voorbereiding op het gedeelte van de cirkel.
Frans Smeets is oorspronkelijk afkomstig uit Ottersum en maakte het mozaïek van de vijver.
Het plein wordt omgeven door drie gebouwen; het gemeentehuis uit 1994, de bibliotheek en de speel-o-theek uit 1999, alle ontworpen door het architectenbureau Alberts & Van Huut.